# Nemonyx semirufus
Nemonyx semirufus is een keversoort uit de familie bastaardsnuitkevers (Nemonychidae). De wetenschappelijke naam van de soort werd in 1898 gepubliceerd door Maurice Pic.